# Agoniatinae
Agoniatinae es una de las 3 subfamilias de pez Characiformes de agua dulce en la que está dividida la familia de los tripórtidos. Las especies que integran sus 3 géneros se distribuyen en aguas subtropicales y tropicales de Sudamérica y son denominadas comúnmente maiacas, apapais, mojarritas, sardinas, canivetes, piaba-facas, etc.

## Taxonomía
Descripción original
Este taxón fue descrito en el año 1859, por el naturalista, médico, anatomista comparativo e ictiólogo neerlandés Pieter Bleeker. Su género tipo es Agoniates, el cual había sido descrito en el año 1845 por los zoólogos alemanes Johannes Peter Müller y Franz Hermann Troschel.
Etimología
Etimológicamente, el término “Agoniatinae” se construye con palabras del idioma griego, en donde: a significa ‘sin’ y gonias, -as es ‘ángulo’, ‘esquina’.

### Historia taxonómica

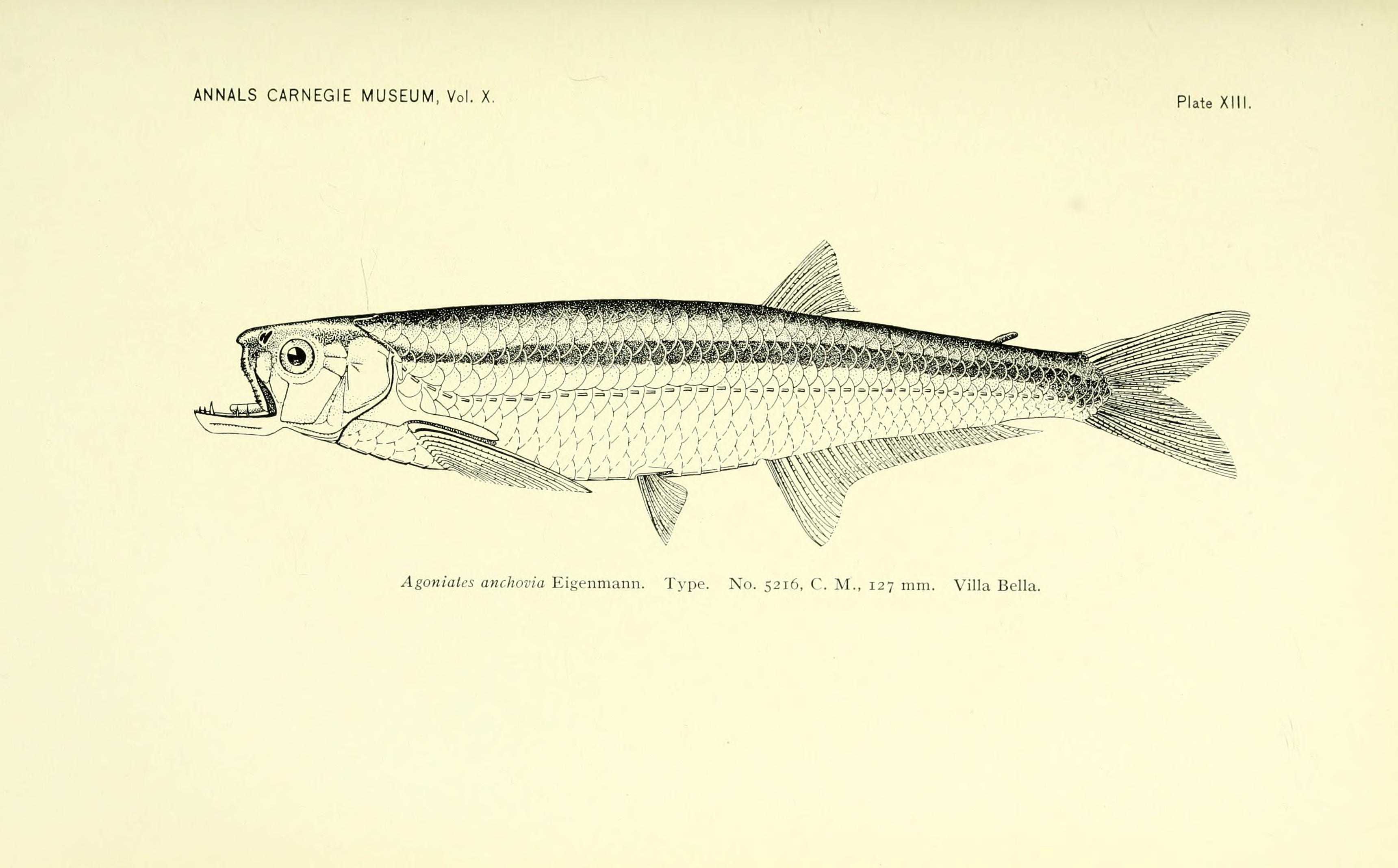
Agoniates anchovia.

Tradicionalmente, Agoniatinae estaba conformada por un único género: Agoniates. En el año 1990, A Uj elevó a Agoniatinae a la categoría de familia. El clado fue rebajado nuevamente a nivel subfamiliar (dentro de la familia Characidae) por Flávio C. T. Lima y Angela M. Zanata en 2003, conclusión similar a la que arribaron J. M. Mirande, y Fernando C. P. Dagosta y Aléssio Datovo. Sin embargo, en el año 2011, como resultado de un estudio efectuado por Claudio Oliveira, Gleisy S. Avelino, Kelly T. Abe, Tatiane C. Mariguela, Ricardo C. Benine, Guillermo Ortí, Richard P. Vari y Ricardo M. Corrêa e Castro, se la transfirió a Triportheidae (la cual también había sido considerada como parte de Characidae). En dicho trabajo se utilizó el análisis filogenético de secuencias de ADN de 2 genes mitocondriales y 3 nucleares. A esta subfamilia se le sumó el género monotípico Engraulisoma (tratado anteriormente como incluido en Gasteropelecidae) y Lignobrycon, con su única especie viviente: Lignobrycon myersi.

## Subdivisión
La subfamilia Agoniatinae está integrada por 3 géneros —con 4 especies—:
- Agoniates J. P. Müller & Troschel, 1845[11]
- Engraulisoma R. M. C. Castro, 1981[12]
- Lignobrycon C. H. Eigenmann & G. S. Myers, 1929[13]

## Características
Los integrantes de Agoniatinae se distribuyen en ríos subtropicales y tropicales del norte y centro de Sudamérica. Son peces de cuerpo alargado y tamaño mayormente pequeño, no superando la especie mayor los 30 cm de longitud. Su coloración y forma recuerda a los Clupeiformes.